# SC Rot-Weiß Oberhausen-Rhld. 1904 1980-1981
Questa voce raccoglie le informazioni riguardanti l'SC Rot-Weiß Oberhausen-Rhld. 1904 nelle competizioni ufficiali della stagione 1980-1981.

## Stagione
Nella stagione 1980-1981 il Rot Weiss Oberhausen, allenato da Manfred Rummel e Toni Burghardt, concluse il campionato di 2. Bundesliga al 14º posto. In Coppa di Germania il Rot Weiss Oberhausen fu eliminato al secondo turno dall'Atlas Delmenhorst.

## Rosa
| N. |                     | Ruolo | Calciatore          |
| -- | ------------------- | ----- | ------------------- |
|    | Germania (bandiera) | P     | Fritz Herrndorf     |
|    | Germania (bandiera) | P     | Werner Sonnenschein |
|    | Germania (bandiera) | P     | Heinz Wewers        |
|    | Germania (bandiera) | D     | Uwe Brock           |
|    | Germania (bandiera) | D     | Michael Brocker     |
|    | Germania (bandiera) | D     | Werner Buttgereit   |
|    | Germania (bandiera) | D     | Dieter Dech         |
|    | Germania (bandiera) | D     | Jochen Kamps        |
|    | Germania (bandiera) | D     | Henning Keese       |
|    | Germania (bandiera) | D     | Ralf Quabeck        |
|    | Germania (bandiera) | D     | Ernst Savkovic      |
|    | Germania (bandiera) | C     | Dieter Allig        |
|    | Germania (bandiera) | C     | Dieter Bartel       |

| N. |                     | Ruolo | Calciatore        |
| -- | ------------------- | ----- | ----------------- |
|    | Germania (bandiera) | C     | Günther Gall      |
|    | Germania (bandiera) | C     | Ralf Hörstgen     |
|    | Germania (bandiera) | C     | Willi Junker      |
|    | Germania (bandiera) | C     | Edmund Kaczor     |
|    | Germania (bandiera) | C     | Manfred Mannebach |
|    | Germania (bandiera) | C     | Andree Moschner   |
|    | Germania (bandiera) | C     | Werner Wildhagen  |
|    | Germania (bandiera) | C     | Hans-Jürgen Wloka |
|    | Tunisia (bandiera)  | A     | Faouzi Dahmani    |
|    | Germania (bandiera) | A     | Peter Leske       |
|    | Germania (bandiera) | A     | Reinhard Skandera |
|    | Germania (bandiera) | A     | Klaus Wolf        |

## Organigramma societario
Area tecnica
- Allenatore: Toni Burghardt
- Allenatore in seconda:
- Preparatore dei portieri:
- Preparatori atletici:

## Calciomercato

### Sessione estiva
| Acquisti | Acquisti          | Acquisti             | Acquisti |
| R.       | Nome              | da                   | Modalità |
| -------- | ----------------- | -------------------- | -------- |
| A        | Klaus Wolf        | Rot-Weiß Lüdenscheid |          |
| C        | Dieter Allig      | Wuppertal            |          |
| C        | Dieter Bartel     | Rot-Weiss Essen      |          |
| D        | Werner Buttgereit | Duisburg             |          |
| C        | Günther Gall      | Wormatia Worms       |          |
| P        | Fritz Herrndorf   | Rot-Weiss Essen      |          |
| C        | Willi Junker      | Borussia M'gladbach  |          |
| C        | Edmund Kaczor     | Duisburg             |          |
| D        | Henning Keese     | DSC Wanne-Eickel     |          |
| A        | Peter Leske       | DSC Wanne-Eickel     |          |
| C        | Manfred Mannebach | Rot-Weiss Essen      |          |
| C        | Hans-Jürgen Wloka | Arminia Hannover     |          |

| Cessioni | Cessioni         | Cessioni     | Cessioni |
| R.       | Nome             | a            | Modalità |
| -------- | ---------------- | ------------ | -------- |
| A        | Jürgen Nabrotzki | Erkenschwick |          |
| C        | Remo Dombrowski  | Mülheim      |          |
| C        | Jürgen Halbe     | Colonia II   |          |

### Sessione invernale
| Acquisti | Acquisti | Acquisti | Acquisti |
| R.       | Nome     | da       | Modalità |
| -------- | -------- | -------- | -------- |

| Cessioni | Cessioni | Cessioni | Cessioni |
| R.       | Nome     | a        | Modalità |
| -------- | -------- | -------- | -------- |

## Risultati

### 2. Bundesliga

#### Girone di andata
| Arbitro: | Möller |

|                |           |              |
| Buttgereit 18’ | Marcatori | 18’ Kostedde |

| Arbitro: | Ahlenfelder |

|                      |           |                      |
| Wolf 41’ Schäfer 64’ | Marcatori | 61’ Bartel 67’ Allig |

| Arbitro: | Assenmacher |

|  |           |                                |
|  | Marcatori | 62’ Hayduk 84’ Schatzschneider |

| Arbitro: | Nolte |

|            |           |  |
| Kunkel 35’ | Marcatori |  |

| Arbitro: | Stark |

|  |           |                    |
|  | Marcatori | 70’ (rig.) Feilzer |

| Arbitro: | Malbranc |

|            |           |            |
| Snater 35’ | Marcatori | 15’ Kaczor |

| Arbitro: | Wahmann |

|               |           |  |
| Montelett 51’ | Marcatori |  |

| Arbitro: | Milkert |

|            |           |            |
| Bartel 88’ | Marcatori | 76’ Malura |

| Arbitro: | Kasperowski |

|  |           |            |
|  | Marcatori | 32’ Kaczor |

| Oberhausen 26 settembre 1980 10ª giornata | RW Oberhausen | 0 – 0 referto | Viktoria Colonia | Niederrheinstadion (2 500 spett.)\| Arbitro: \| Teichert \| |
| Arbitro:                                  | Teichert      |               |                  |                                                             |

| Arbitro: | Uhlig |

|                     |           |                         |
| Mentzel 3’ Goll 15’ | Marcatori | 26’ Allig 75’ Mannebach |

| Arbitro: | Risse |

|          |           |           |
| Leske 6’ | Marcatori | 60’ Balke |

| Arbitro: | Winkler |

|                               |           |  |
| Pahl 64’ Zavišić 73’ Worm 83’ | Marcatori |  |

| Arbitro: | Prinz |

|                       |           |  |
| Keese 77’, 86’ (rig.) | Marcatori |  |

| Arbitro: | Heitmann |

|                                   |           |  |
| Brexendorf 70’ Jordt 78’ Witt 89’ | Marcatori |  |

| Arbitro: | Eschenbach |

|                           |           |                |
| Wolf 38’ (rig.) Keese 82’ | Marcatori | 18’ Horsthemke |

| Arbitro: | Filipiak |

|                                                       |           |  |
| Lenz 10’ Hupe 22’ Seegler 66’ Krüger 72’ Krumbein 78’ | Marcatori |  |

| Arbitro: | Horstmann |

|                                      |           |                                      |
| Bartel 38’ Wolf 45’ (rig.) Allig 79’ | Marcatori | 16’ Lander 52’ Gorka 65’ Vittinghoff |

| Arbitro: | Diekert |

|                                                 |           |                         |
| Killmaier 20’, 82’ Dickert 64’ (rig.) Stöhr 69’ | Marcatori | 56’ Allig 57’ Mannebach |

| Arbitro: | Glasneck |

|           |           |             |
| Allig 54’ | Marcatori | 19’ Kremers |

| Arbitro: | Zittrich |

|                               |           |               |
| Pallaks 14’, 50’ Wehmeier 67’ | Marcatori | 76’ Mannebach |

#### Girone di ritorno
| Arbitro: | Wuttke |

|                                                            |           |                 |
| Reinders 27’, 29’, 56’ Konschal 67’ Kostedde 83’ Meier 87’ | Marcatori | 80’ (rig.) Wolf |

| Arbitro: | Gabriel |

|                                       |           |  |
| Keese 16’ Wolf 19’ Mannebach 73’, 79’ | Marcatori |  |

| Arbitro: | Mölm |

|                                                                   |           |                           |
| Kleppinger 15’, 69’ Schatzschneider 27’, 35’, 66’ Gorski 44’, 54’ | Marcatori | 49’ (rig.) Wolf 90’ Allig |

| Arbitro: | Redelfs |

|                                                  |           |                    |
| Herget 22’ Richter 24’ Lippens 55’ Mill 74’, 82’ | Marcatori | 43’ Keese 65’ Wolf |

| Arbitro: | Winkler |

|                              |           |             |
| Keese 2’ Stremming 3’ (aut.) | Marcatori | 16’ Pallaks |

| Arbitro: | Welling |

|                                      |           |                                       |
| Wolf 54’ (rig.) Bartel 80’ Allig 85’ | Marcatori | 59’ (rig.) Reiners 72’ (aut.) Quabeck |

| Arbitro: | Reichmann |

|          |           |           |
| Allig 9’ | Marcatori | 11’ Majgl |

| Arbitro: | Roth |

|                            |           |                               |
| Schäfer 1’ Stolzenburg 43’ | Marcatori | 30’, 53’ Mannebach 85’ Kaczor |

| Arbitro: | Schütte |

|                            |           |               |
| Keese 66’ Wloka 89’ (rig.) | Marcatori | 64’ Damjanoff |

| Arbitro: | Waltert |

|                              |           |  |
| Brücken 31’, 75’ Ochmann 37’ | Marcatori |  |

| Arbitro: | Zittrich |

|          |           |                     |
| Wolf 12’ | Marcatori | 36’ Gede 67’ Linßen |

| Aquisgrana 4 aprile 1981 33ª giornata | Alemannia Aquisgrana | 0 – 0 referto | RW Oberhausen | Stadio Tivoli (8 000 spett.)\| Arbitro: \| Wahmann \| |
| Arbitro:                              | Wahmann              |               |               |                                                       |

| Arbitro: | Teichert |

|                      |           |                                           |
| Wloka 33’ Bartel 76’ | Marcatori | 7’ Worm 31’ Tripbacher 44’ Keute 68’ Pahl |

| Arbitro: | Meijerink |

|                    |           |                             |
| Quabeck 48’ (aut.) | Marcatori | 10’ Mannebach 28’, 82’ Wolf |

| Arbitro: | Schütte |

|             |           |  |
| Brocker 14’ | Marcatori |  |

| Arbitro: | Kohnen |

|                           |           |            |
| Melis 40’ Eigenwillig 80’ | Marcatori | 30’ Kaczor |

| Arbitro: | Stark |

|  |           |          |
|  | Marcatori | 43’ Hupe |

| Arbitro: | Schön |

|             |           |                    |
| Eickels 43’ | Marcatori | 37’ Wloka 65’ Wolf |

| Arbitro: | Eschenbach |

|          |           |                                                                      |
| Allig 2’ | Marcatori | 26’ Mohr 33’, 44’ Ehrmantraut 42’ Wesseler 75’ Okudera 85’ Killmaier |

| Arbitro: | Mölm |

|                 |           |             |
| Feilzer 6’, 53’ | Marcatori | 85’ Brocker |

| Arbitro: | Pauly |

|                                                                        |           |           |
| Kaczor 3’ Mannebach 14’ Allig 16’ Bartel 32’ Wolf 64’, 78’ Brocker 82’ | Marcatori | 89’ Krech |

### Coppa di Germania
| Arbitro: | Milkert |

|            |           |  |
| Kaczor 12’ | Marcatori |  |

| Arbitro: | Mölm |

|           |           |  |
| Meyer 13’ | Marcatori |  |

## Statistiche

### Statistiche di squadra
| Competizione      | Punti | In casa | In casa | In casa | In casa | In casa | In casa | In trasferta | In trasferta | In trasferta | In trasferta | In trasferta | In trasferta | Totale | Totale | Totale | Totale | Totale | Totale | DR  |
| Competizione      | Punti | G       | V       | N       | P       | Gf      | Gs      | G            | V            | N            | P            | Gf           | Gs           | G      | V      | N      | P      | Gf     | Gs     | DR  |
| ----------------- | ----- | ------- | ------- | ------- | ------- | ------- | ------- | ------------ | ------------ | ------------ | ------------ | ------------ | ------------ | ------ | ------ | ------ | ------ | ------ | ------ | --- |
| 2. Bundesliga     | 35    | 21      | 8       | 7       | 6       | 35      | 30      | 21           | 4            | 4            | 13           | 24           | 54           | 42     | 12     | 11     | 19     | 59     | 84     | -25 |
| Coppa di Germania | -     | 1       | 1       | 0       | 0       | 1       | 0       | 1            | 0            | 0            | 1            | 0            | 1            | 2      | 1      | 0      | 1      | 1      | 1      | 0   |
| Totale            | 35    | 22      | 9       | 7       | 6       | 36      | 30      | 22           | 4            | 4            | 14           | 24           | 55           | 44     | 13     | 11     | 20     | 60     | 85     | -25 |

### Andamento in campionato
| Giornata  | 1  | 2 | 3  | 4  | 5  | 6  | 7  | 8  | 9  | 10 | 11 | 12 | 13 | 14 | 15 | 16 | 17 | 18 | 19 | 20 | 21 | 22 | 23 | 24 | 25 | 26 | 27 | 28 | 29 | 30 | 31 | 32 | 33 | 34 | 35 | 36 | 37 | 38 | 39 | 40 | 41 | 42 |
| --------- | -- | - | -- | -- | -- | -- | -- | -- | -- | -- | -- | -- | -- | -- | -- | -- | -- | -- | -- | -- | -- | -- | -- | -- | -- | -- | -- | -- | -- | -- | -- | -- | -- | -- | -- | -- | -- | -- | -- | -- | -- | -- |
| Luogo     | C  | T | C  | T  | C  | T  | T  | C  | T  | C  | T  | C  | T  | C  | T  | C  | T  | C  | T  | C  | T  | T  | C  | T  | T  | C  | C  | C  | T  | C  | T  | C  | T  | C  | T  | C  | T  | C  | T  | C  | T  | C  |
| Risultato | N  | N | P  | P  | P  | N  | P  | N  | V  | N  | N  | N  | P  | V  | P  | V  | P  | N  | P  | N  | P  | P  | V  | P  | P  | V  | V  | N  | V  | V  | P  | P  | N  | P  | V  | V  | P  | P  | V  | P  | P  | V  |
| Posizione | 10 | 9 | 19 | 19 | 20 | 20 | 20 | 20 | 19 | 18 | 18 | 16 | 18 | 16 | 17 | 15 | 17 | 17 | 18 | 17 | 17 | 18 | 18 | 19 | 19 | 18 | 17 | 17 | 15 | 13 | 13 | 14 | 15 | 16 | 15 | 14 | 14 | 17 | 13 | 15 | 15 | 14 |

Legenda:

Luogo: C = Casa; T = Trasferta. Risultato: V = Vittoria; N = Pareggio; P = Sconfitta.

### Statistiche dei giocatori
| Giocatore       | 2. Bundesliga | 2. Bundesliga | 2. Bundesliga | 2. Bundesliga | Coppa di Germania | Coppa di Germania | Coppa di Germania | Coppa di Germania | Totale   | Totale | Totale      | Totale     |
| Giocatore       | Presenze      | Reti          | Ammonizioni   | Espulsioni    | Presenze          | Reti              | Ammonizioni       | Espulsioni        | Presenze | Reti   | Ammonizioni | Espulsioni |
| --------------- | ------------- | ------------- | ------------- | ------------- | ----------------- | ----------------- | ----------------- | ----------------- | -------- | ------ | ----------- | ---------- |
| D. Allig        | 41            | 10            | 5             | 0             | 2                 | 0                 | 0                 | 0                 | 43       | 10     | 5           | 0          |
| D. Bartel       | 39            | 6             | 4             | 2             | 2                 | 0                 | 0                 | 0                 | 41       | 6      | 4           | 2          |
| U. Brock        | 10            | 0             | 0             | 0             | 0                 | 0                 | 0                 | 0                 | 10       | 0      | 0           | 0          |
| M. Brocker      | 22            | 3             | 0             | 0             | 0                 | 0                 | 0                 | 0                 | 22       | 3      | 0           | 0          |
| W. Buttgereit   | 40            | 1             | 0             | 0             | 2                 | 0                 | 0                 | 0                 | 42       | 1      | 0           | 0          |
| F. Dahmani      | 9             | 0             | 1             | 0             | 0                 | 0                 | 0                 | 0                 | 9        | 0      | 1           | 0          |
| D. Dech         | 37            | 0             | 3             | 0             | 2                 | 0                 | 0                 | 0                 | 39       | 0      | 3           | 0          |
| G. Gall         | 6             | 0             | 1             | 0             | 0                 | 0                 | 0                 | 0                 | 6        | 0      | 1           | 0          |
| F. Herrndorf    | 7             | 0             | 0             | 0             | 0                 | 0                 | 0                 | 0                 | 7        | 0      | 0           | 0          |
| R. Hörstgen     | 0             | 0             | 0             | 0             | 0                 | 0                 | 0                 | 0                 | 0        | 0      | 0           | 0          |
| W. Junker       | 13            | 0             | 1             | 0             | 1                 | 0                 | 0                 | 0                 | 14       | 0      | 1           | 0          |
| E. Kaczor       | 21            | 5             | 2             | 0             | 2                 | 1                 | 1                 | 0                 | 23       | 6      | 3           | 0          |
| J. Kamps        | 5             | 0             | 2             | 0             | 0                 | 0                 | 0                 | 0                 | 5        | 0      | 2           | 0          |
| H. Keese        | 38            | 7             | 4             | 0             | 2                 | 0                 | 0                 | 0                 | 40       | 7      | 4           | 0          |
| P. Leske        | 30            | 1             | 3             | 0             | 2                 | 0                 | 0                 | 0                 | 32       | 1      | 3           | 0          |
| M. Mannebach    | 39            | 9             | 6             | 0             | 2                 | 0                 | 0                 | 0                 | 41       | 9      | 6           | 0          |
| A. Moschner     | 1             | 0             | 0             | 0             | 0                 | 0                 | 0                 | 0                 | 1        | 0      | 0           | 0          |
| J. Nabrotzki    | 1             | 0             | 0             | 0             | 0                 | 0                 | 0                 | 0                 | 1        | 0      | 0           | 0          |
| R. Quabeck      | 40            | 0             | 4             | 1             | 2                 | 0                 | 0                 | 0                 | 42       | 0      | 4           | 1          |
| E. Savkovic     | 2             | 0             | 1             | 0             | 0                 | 0                 | 0                 | 0                 | 2        | 0      | 1           | 0          |
| R. Skandera     | 2             | 0             | 0             | 0             | 0                 | 0                 | 0                 | 0                 | 2        | 0      | 0           | 0          |
| W. Sonnenschein | 32            | 0             | 0             | 0             | 2                 | 0                 | 0                 | 0                 | 34       | 0      | 0           | 0          |
| H. Wewers       | 6             | 0             | 0             | 0             | 0                 | 0                 | 0                 | 0                 | 6        | 0      | 0           | 0          |
| W. Wildhagen    | 5             | 0             | 1             | 0             | 1                 | 0                 | 0                 | 0                 | 6        | 0      | 1           | 0          |
| H. Wloka        | 39            | 3             | 1             | 0             | 2                 | 0                 | 0                 | 0                 | 41       | 3      | 1           | 0          |
| K. Wolf         | 28            | 13            | 0             | 0             | 0                 | 0                 | 0                 | 0                 | 28       | 13     | 0           | 0          |